# نورمان هايمز
نورمان هايمز هو لاعب هوكي الجليد كندي، ولد في 1 أبريل 1900، وتوفي في 14 سبتمبر 1958.

## وصلات خارجية
- نورمان هايمز على موقع دوري الهوكي الوطني (الإنجليزية)
- نورمان هايمز على موقع EliteProspects.com (الإنجليزية)
- نورمان هايمز على موقع HockeyDB.com (الإنجليزية)
- نورمان هايمز على موقع Hockey-Reference.com (الإنجليزية)